# Катаріна Генніґ
Катаріна Генніґ (14 червня 1996 , Аннаберг-Бухгольц, Саксонія ) — німецька лижниця, що виступає за клуб WSC Ergebirge Oberwiesenthal, олімпійська чемпіонка та медалістка, призер чемпіонату світу.
Золоту олімпійську медаль та звання олімпійської чемпіонки Генніг виборола в командному спринті на Пекінській олімпіаді 2022 року. Там же вона завоювала срібну медаль в складі німецької естафетної команди. На чемпіонаті світу 2023 року вона, разом з командою, теж здобула срібну медаль в естафеті.

## Результати за кар'єру
Усі результати наведено за даними Міжнародної федерації лижного спорту.

### Олімпійські ігри
| Рік  | Вік | 10 км індивідуальні пер. | 15 км скіатлон | 30 км мас-старт | Спринт | 4 × 5 км естафета | Командна першість спринт |
| ---- | --- | ------------------------ | -------------- | --------------- | ------ | ----------------- | ------------------------ |
| 2018 | 21  | —                        | 22             | 19              | 27     | 6                 | —                        |
| 2022 | 25  | 5                        | 15             | —               | —      | Срібло            | Золото                   |

### Чемпіонати світу
| Рік  | Вік | 10 км індивідуальні пер. | 15 км скіатлон | 30 км мас-старт | Спринт | 4 × 5 км естафета | Командна першість спринт |
| ---- | --- | ------------------------ | -------------- | --------------- | ------ | ----------------- | ------------------------ |
| 2017 | 20  | 27                       | 11             | 19              | —      | 6                 | —                        |
| 2019 | 22  | 11                       | 16             | 21              | —      | 4                 | —                        |
| 2021 | 24  | —                        | 29             | 18              | 27     | 5                 | —                        |
| 2023 | 26  | 11                       | 4              | 7               | —      | Срібло            | —                        |

### Кубки світу

#### Підсумкові місця в Кубку світу за роками
| Сезон | Вік | Місце в дисципліні | Місце в дисципліні | Місце в дисципліні | Місце в дисципліні | Місце в Скі Тур | Місце в Скі Тур | Місце в Скі Тур | Місце в Скі Тур   |
| Сезон | Вік | Загалом            | Дистанція          | Спринт             | Ю-23               | Nordic Opening  | Тур де Скі      | Скі Тур 2020    | Фінал Кубка світу |
| ----- | --- | ------------------ | ------------------ | ------------------ | ------------------ | --------------- | --------------- | --------------- | ----------------- |
| 2017  | 20  | 43                 | 32                 | НК                 | 6                  | 27              | НФ              | Н/Д             | 21                |
| 2018  | 21  | 39                 | 23                 | 69                 | 9                  | 40              | 21              | Н/Д             | 27                |
| 2019  | 22  | 31                 | 14                 | 70                 | 4                  | 28              | НФ              | Н/Д             | 17                |
| 2020  | 23  | 18                 | 12                 | 48                 | Н/Д                | 27              | 8               | —               | Н/Д               |
| 2021  | 24  | 11                 | 6                  | 54                 | Н/Д                | 20              | 8               | Н/Д             | Н/Д               |

#### П'єдестали в особистих дисциплінах
- 3 п'єдесталs – (1КС, 2 ЕКС)

| № | Сезон   | Дата              | Місце пров.            | Перегони              | Рівень           | Місце |
| - | ------- | ----------------- | ---------------------- | --------------------- | ---------------- | ----- |
| 1 | 2019–20 | 3 січня 2020      | Val di Fiemme (Італія) | 10 км мас-старт К     | Етап Кубка світу | 3-тє  |
| 2 | 2020–21 | 8 січня 2021      | Val di Fiemme (Італія) | 10 км мас-старт К     | Етап Кубка світу | 2-ге  |
| 3 | 2021–22 | 27 листопада 2021 | Рука (Фінляндія)       | 10 км індивідуальні К | Кубок світу      | 3-тє  |

#### П'єдестали в командних дисциплінах
- 1 п'єдестал – (1 Ес)

| № | Сезон   | Дата          | Місце пров.          | Перегони              | Рівень      | Місце | Тов. по команді         |
| - | ------- | ------------- | -------------------- | --------------------- | ----------- | ----- | ----------------------- |
| 1 | 2016–17 | 22 січня 2017 | Ульрісегамн (Швеція) | Естафета 4 × 5 км К/В | Кубок світу | 2-ге  | Белер / Карл / Ringwald |